# Humberto Ramos (ilustrador)
Humberto Ramos (nascido em 27 de novembro de 1970) é um desenhista mexicano de  quadrinhos, ele é mais conhecido por seu trabalho em  comics americanos, como Impulso, The Spectacular Spider-Man e a criação da série de sua autoria Crimson. 
O estilo de Ramos tem bastante influência dos mangás japoneses.